# Marie-José Nat

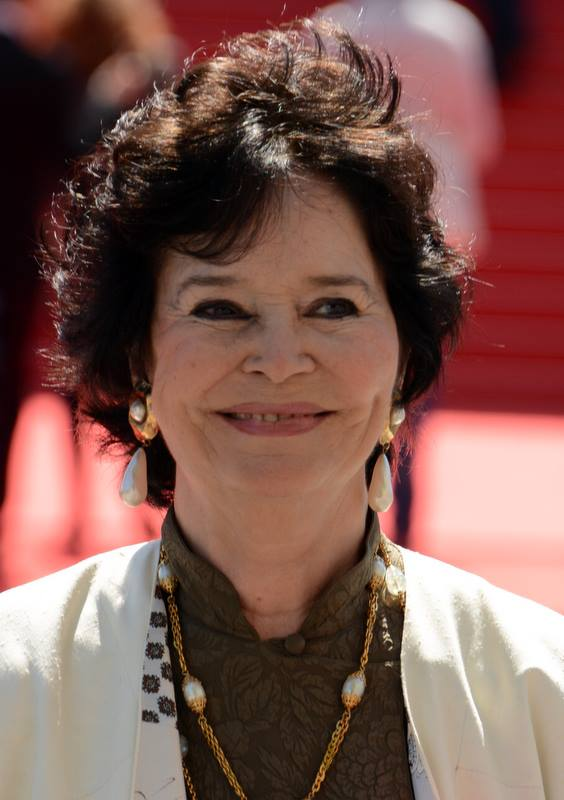
Marie-José Nat la Cannes în 2014

Marie-José Nat (n. 22 aprilie 1940, Bunifaziu⁠(d), Corsica, Franța – d. 10 octombrie 2019, Paris, Métropole du Grand Paris, Franța) a fost o cunoscută actriță franceză de cinema și televiziune.

## Biografie
S-a născut la Bonifacio, în sudul Corsicii, ca fiică a unui fost militar de origine kabilă și a unei femei corsicane, fostă păstoriță, fără știință de carte.

## Filmografie selectivă
- 1956 Crimă și pedeapsă (Crime et châtiment), regia Georges Lampin
- 1959 Strada Preriilor (Rue des prairies), regia Denys de La Patellière
- 1960 Adevărul (La Vérité), regia Henri-Georges Clouzot
- 1962 Educația sentimentală (L'Éducation sentimentale), regia Alexandre Astruc
- 1965 Jurnalul unei femei în alb (Journal d'une femme en blanc), regia Claude Autant-Lara
- 1967 Dacii, regia Sergiu Nicolaescu
- 1969 Paria (Jaque mate), regia Claude Carliez
- 1970 Élise sau adevărata viață (Élise ou la Vraie Vie), regia Michel Drach
- 1974 Spune-mi că mă iubești (Dis-moi que tu m'aimes), regia Michel Boisrond
- 1980 Une mère, une fille (Anna), regia Márta Mészáros
- 1998 Trenul vieții, regia Radu Mihăileanu